# Partido Socialdemócrata de Bosnia y Herzegovina
El Partido Socialdemócrata (SDP) (en serbocroata latino: Socijaldemokratska Partija BiH - Socijaldemokrati, en cirílico: Социјалдемократска Партија БиХ - Социјалдемократи) es un partido político de Bosnia y Herzegovina, miembro de la Internacional Socialista y del Partido Socialista Europeo (asociado).
Es el partido sucesor de la Liga de Comunistas de Bosnia y Herzegovina, y se abrió a la integración del Partido Socialdemócrata de Bosnia y Herzegovina.
El actual presidente del partido es Zlatko Lagumdžija, antiguo ministro de relaciones exteriores.
En las elecciones legislativas del 5 de octubre de 2002, él ganó el 10,4% de los votos y 4 de las 42 bancas en la asamblea nacional de Bosnia y Herzegovina, y 15 bancas de 140 en el Senado de la Federación de Bosnia y Herzegovina. También ganó 3 bancas de 83 en la asamblea nacional de la República Serbia.
Fue el partido ganador de las Elecciones parlamentarias de Bosnia y Herzegovina de 2000.

## Elecciones parlamentarias
|  | 5.68 % |

|  | 9.26 % |

|  | 18.00 % |

|  | 10.43 % |

|  | 10.15 % |

|  | 17.33 % |

|  | 6.65 % |

|  | 9.08 % |

|  | 8.15 % |

a Dentro de la Lista Conjunta.